# Vítor Baía
Vítor Manuel Martins Baía (sinh ngày 15 tháng 10 năm 1969 tại São Pedro da Afurada, Bồ Đào Nha), biệt danh "Vítor Baliza", là một cựu cầu thủ bóng đá người Bồ Đào Nha. Trong sự nghiệp của mình, anh chơi cho hai CLB là FC Porto và FC Barcelona.Anh từng 80 lần khoác áo đội tuyển quốc gia Bồ Đào Nha, gần đây nhất là anh cùng đội tuyển tham dự Euro 2004. Giải mà Bồ Đào Nha đã thua rất đáng tiếc trước Hy Lạp trong trận chung kết.. Năm 2004, Baía được Pelé bầu vào danh sách FIFA 100.Năm 2004 anh cũng được bầu chọn là một trong những thủ môn hay nhất ở châu Âu